# Шейко, Борис Филиппович
Борис Филиппович Шейко (1905—1973) — советский военнослужащий, участник Великой Отечественной войны, Герой Советского Союза, агитатор 43-го стрелкового полка 106-й Днепровско-Забайкальской стрелковой дивизии 65-й армии Центрального фронта, майор.

## Биография
Родился 10 апреля 1905 года в селе Кода Российской империи, ныне Тетрицкаройского района Грузии в крестьянской семье. Украинец. В 1932 году окончил машиностроительный техникум.
В внутренних войсках ОГПУ СССР с 1927 года. Служил красноармейцем в 108-м отдельном дивизионе войск ОГПУ. Затем помощник командира взвода, политрук роты и комсорг полка в 12-м кавалерийском полку войск ОГПУ/НКВД. Член ВКП(б)/КПСС с 1930 года. В 1937 году окончил Ново-Петергофское военно-политическое училище пограничных и внутренних войск НКВД, а в 1944 году — курсы усовершенствования командного состава. На фронте в Великую Отечественную войну с августа 1941 года.
Агитатор 43-го стрелкового полка майор Борис Шейко организовал 15 октября 1943 года форсирование реки Днепр вторым эшелоном полка в районе посёлка городского типа Лоев Лоевского района Гомельской области Белоруссии. На захваченном днепровском плацдарме майор Шейко возглавил отражение 43-м стрелковым полком семи контратак пехоты и танков противника.
Указом Президиума Верховного Совета СССР от 30 октября 1943 года за образцовое выполнение боевых заданий командования и проявленные при этом мужество и героизм майору Шейко Борису Филипповичу присвоено звание Героя Советского Союза с вручением ордена Ленина и медали «Золотая Звезда».
После войны продолжал службу в армии. С 1953 года подполковник Шейко Б. Ф. — в запасе. Жил в Ростове-на-Дону. Работал заместителем начальника ремонтно-механического завода. Скончался 16 октября 1973 года. Похоронен на Нижне-Гниловском кладбище города Ростов-на-Дону.
Награждён двумя орденами Ленина, орденами Красного Знамени, Отечественной войны 1-й степени, двумя орденами Красной Звезды, медалями. 